# Deborah Hyde
Deborah Hyde AFI:/ˈdɛbəɹə haɪd/ (Londres, 1965) é uma cética britânica, folclorista, antropóloga cultural, ufóloga, membro do Comitê para a Investigação Cética e editora-chefe do The Skeptic. Ela escreve e dá palestras com frequência sobre superstição, criptozoologia, religião e crença no paranormal, com atenção especial ao folclore, psicologia e sociologia por trás desses fenômenos, e foi apresentada como uma "especialista em vampiros". Hyde também trabalhou na indústria cinematográfica.

## Primeiros anos
O interesse de Hyde pelo sobrenatural vem de sua infância e ela o atribui a "ter passado muito tempo com tias loucas". Enquanto outras garotas geralmente se interessam por fadas e anjos, ela sempre foi fascinada por "coisas sombrias". Ela começou acreditando, mas isso mudou com a descoberta de The Black Arts pelo escritor ocultista Richard Cavendish, o que a fez aplicar uma abordagem mais analítica a esses fenômenos.

## Carreira fora do ceticismo
Durante anos, Hyde esteve no ramo de distribuição de colecionáveis, durante os quais passou alguns anos na cidade de Nova Iorque. Esse período foi seguido na década de 1990 por suas atividades como coordenadora e gerente de produção em vários departamentos, incluindo efeitos de criatura e maquiagem, além de construção de cenários.

### Contribuições para a indústria cinematográfica
Hyde contribuiu para vários filmes como membro da equipe e coordenadora do departamento de maquiagem, responsável por próteses e efeitos de criaturas, inclusive para os filmes de terror Doghouse e 1408. Ela foi coordenadora de efeitos de criatura para o drama On a Clear Day. Hyde também esteve presente em vários papéis no cinema, aparecendo em Doghouse como a garçonete e  em The Brothers Grimm como a Rainha Cadáver. Ela também contribuiu para Harry Potter e a Pedra Filosofal como uma gavinha da planta mágica e estranguladora Devil's Snare.
Em 2013, Hyde foi produtora do curta-metragem "Wisdom", no qual dublou um dos personagens, e em 2018, foi coprodutora executiva do curta-metragem September Man.

## Carreira como uma cética
Hyde começou a pesquisar e escrever sobre a crença no sobrenatural na década de 1990, e inicialmente em blog sob o nome de "Jourdemayne". Este nom de plume foi emprestado de uma mulher do século XV, também conhecida como a "Bruxa do Olho", que acabou sendo queimada por bruxaria em Smithfield, Londres, em 1441. A persona foi escolhida por Hyde porque "ela era procurada por muitos por seu conhecimento de assuntos sombrios".
O site atual de Hyde, deborahhyde.com, apresenta postagens de blog e vídeos nos quais ela faz uma abordagem investigativa da interconexão do folclore, dos sistemas de crenças e do medo de fenômenos naturais desconhecidos. Seu site anterior, "jourdemayne.com", foi substituído em 2018. Em suas aparições públicas e escritos, os seguintes fenômenos sobrenaturais foram amplamente abordados:
- Lobisomens[14][15][16]
- Vampiros[4][17]
- Bruxas[18]
- Demônios[19]
- Fantasmas[3]
- Fadas[20]
- Krampus[21][22][23]

### Aparições públicas em todo o Reino Unido

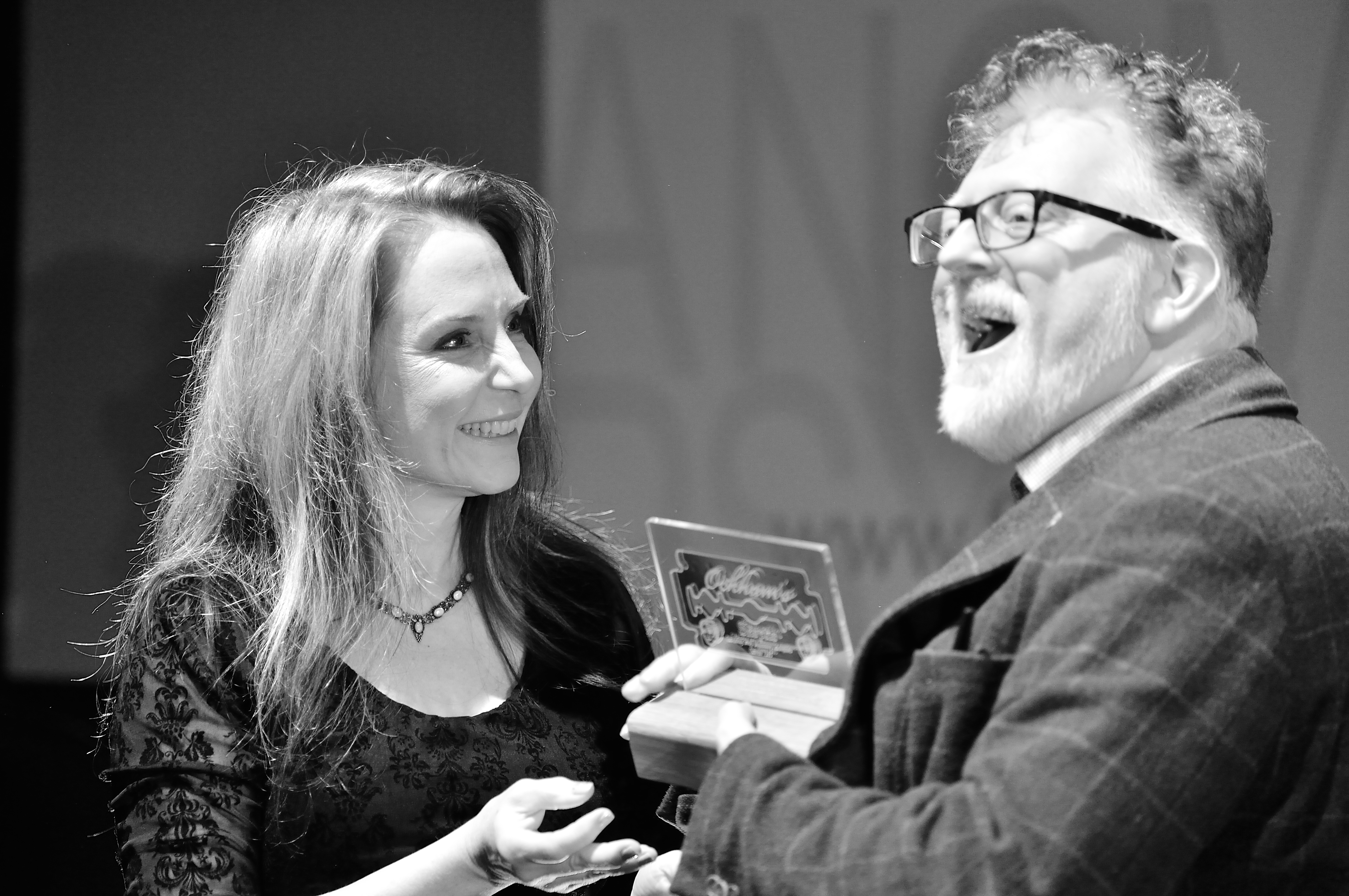
Hyde apresentando o Ockham Editor's Choice Award para Crispian Jago na QED de 2016

Hyde foi convidada a falar em vários eventos diferentes, incluindo Skeptics in the Pub em todo o Reino Unido (Winchester, Liverpool, Birmingham, Wycombe, Manchester, Greenwich, etc), bem como a convenção internacional dos céticos "Question, Explore, Discover (QED)" em Manchester, onde é oradora regular.
Hyde falou duas vezes no "Skeptics on the Fringe" em Edimburgo com duas de suas palestras, "Interview With a Vampire Expert " e "The Natural History of the European Werewolf", ambas bem recebidas pelo público cético.

### Aparições internacionais
As palestras de Hyde em convenções fora do Reino Unido foram dadas principalmente nos Estados Unidos, incluindo uma palestra pública pós-Halloween sobre "The Natural History of the European Werewolf" para os Céticos da Cidade de Nova Iorque, e uma aparição com a mesma palestra em Skepticon-5 em Springfield. Ela também foi convidada para o Ratio Forum for Popular Science em Sófia, na Bulgária, em 2013, onde ela deu uma palestra sobre Vampiros e participou de um painel de discussão junto com Susan Blackmore.
Em 2017, Hyde fez uma apresentação sobre The Restless Ghost of Wrocław, no 17.º Congresso Europeu dos Céticos, na Universidade de Breslávia, na Polônia.
Em 2018, Hyde fez uma apresentação sobre as raízes históricas do folclore de vampiros na Europa Oriental no CSICon em Las Vegas, Nevada.

### Envolvimento no caso Enfield Poltergeist
Em 2011, Hyde foi convidada a participar de uma discussão no This Morning no canal de televisão ITV1 como especialista, representando o ponto de vista cético sobre o caso Poltergeist de Enfield, em 1977. Janet Hodgson, que era criança na época do caso, também fez uma rara aparição no programa, junto com Guy Lyon Playfair, ambos profundamente insultados pelos comentários racionalistas que Hyde fez durante a discussão. Isso resultou na postagem de Lyon Playfair em seu blog sobre isso. Essa situação acabou levando Hyde a escrever sobre o caso e seus antecedentes, fornecendo uma explicação geral e vários exemplos sobre por que as pessoas fabricam figuras malévolas.

### Editora-chefe da revistaThe Skeptic

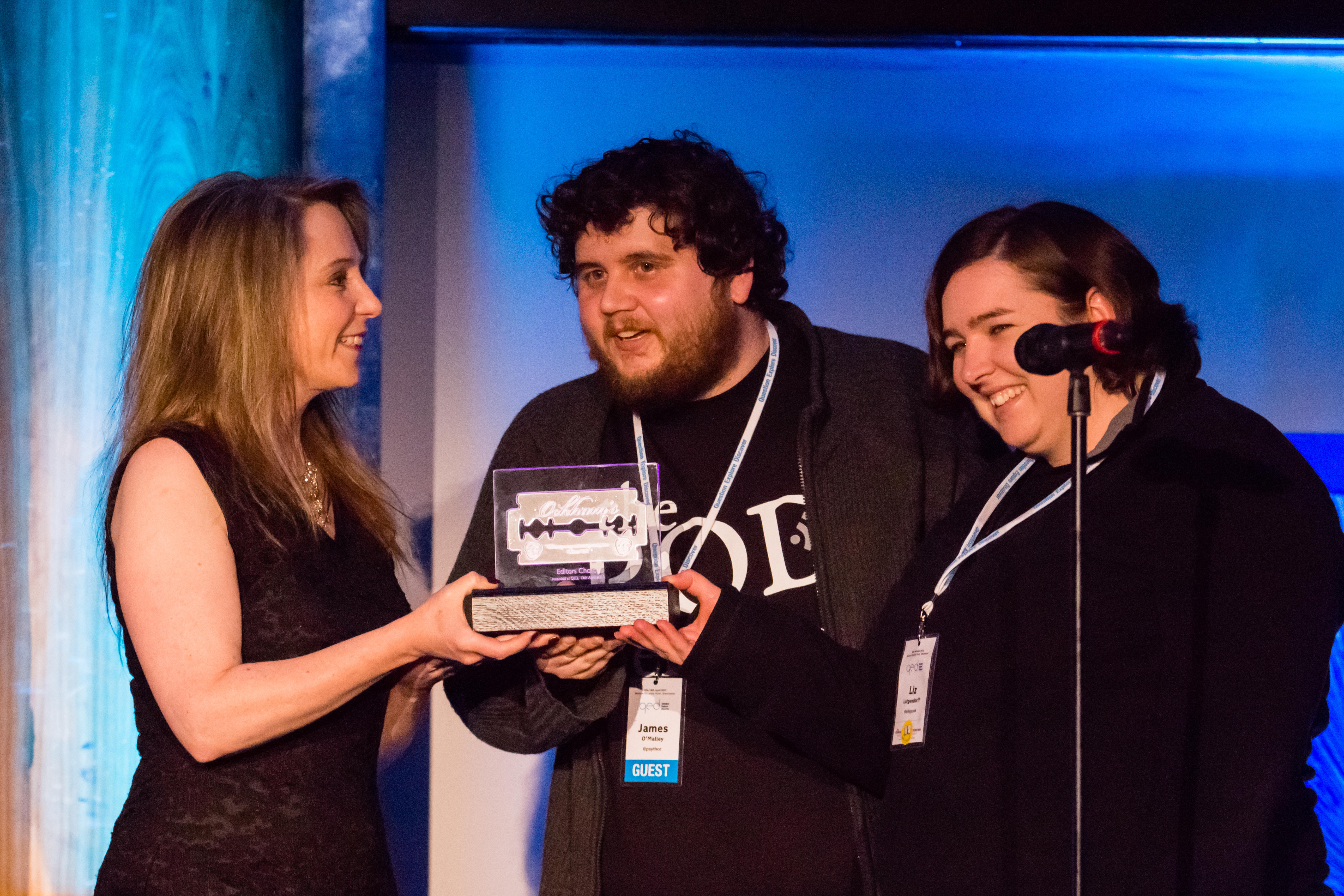
Deborah Hyde apresentando James O'Malley e Liz Lutgendorff com o prêmio Editors' Choice na Cerimônia do Ockam Awards 2013 em Manchester, realizada como parte do QEDcon 2013.

Em 2011, Hyde foi nomeada editora-chefe da revista The Skeptic, uma revista do Reino Unido que promove a ciência e o pensamento crítico, substituindo Lindsay Kallis e muitos céticos que foram editores no passado, incluindo Chris French, e Wendy M. Grossman, fundador da revista. A primeira edição sob seu controle foi o volume 23, edição 2, em 2011.
Como editora-chefe, Hyde tem trabalhado com um conselho consultivo internacional de especialistas de diversas áreas, alguns dos quais são cientistas mundialmente reconhecidos, educadores científicos e entusiastas da ciência, incluindo Susan Blackmore, Stephen Fry, Derren Brown, Brian Cox, Richard Dawkins, Edzard Ernst, Robin Ince, PZ Myers, Phil Plait, Massimo Polidoro, Simon Singh, James Randi e Richard Wiseman.

### Premiação Ockham e Rusty Razor
Em 2012, Hyde propôs a ideia de um prêmio que poderia ser dado àqueles com realizações sérias em diferentes campos do ativismo cético, a fim de reconhecer as pessoas que investem grandes quantidades de trabalho na promoção da ciência e do ceticismo. A partir desse ano, a Cerimônia de Premiação Ockham tem sido um evento anual no "Question, Explore, Discover" (QED). O prêmio é concedido oficialmente pela revista The Skeptic em várias categorias, acordado por um comitê de céticos, incluindo Chris French, Richard Wiseman, Wendy Grossman, Jon Ronson e Simon Singh. Em 2017, o prêmio "Rusty Razor", um reconhecimento ignóbil por "mau pensamento", foi adicionado ao processo.

### Outras atividades como cética
Hyde foi co-organizadora do Westminster Skeptics, e atua como palestrante do Soho Skeptics, um laboratório de ideias independente envolvendo várias organizações, escritores, cineastas, podcasters para promover palestras, painéis de discussão e outros eventos no área de Londres.

### Futura obra
Em uma entrevista de 2018 com Susan Gerbic, Hyde revelou que está escrevendo um livro chamado Unnatural Predators, que explora temas comuns no folclore humano ao longo da história usando uma combinação de perspectivas históricas, psicológicas e antropológicas.

## Vida pessoal
Deborah Hyde vive no Reino Unido, no oeste de Londres.

## Honrarias e prêmios
Em 2017, Hyde foi eleita membro do Comitê para a Investigação Cética, um programa da organização sem fins lucrativos Center for Inquiry, em reconhecimento ao seu trabalho em mídia e eventos céticos.

## Galeria de fotos

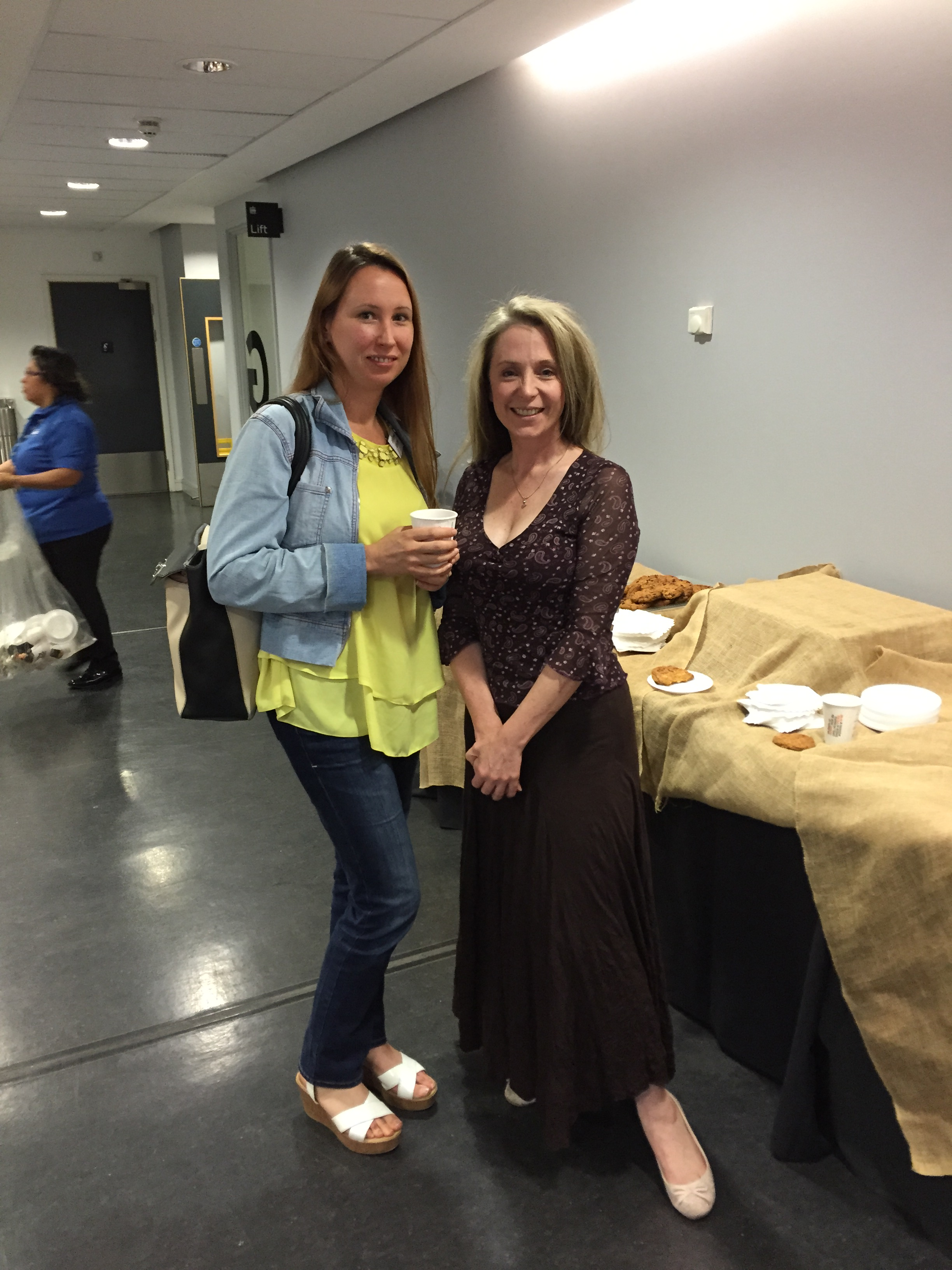
Deborah Hyde, editora da revista The Skeptic com Jelena Levin, membro do grupo GSoW no 16º Congresso Europeu de Céticos.
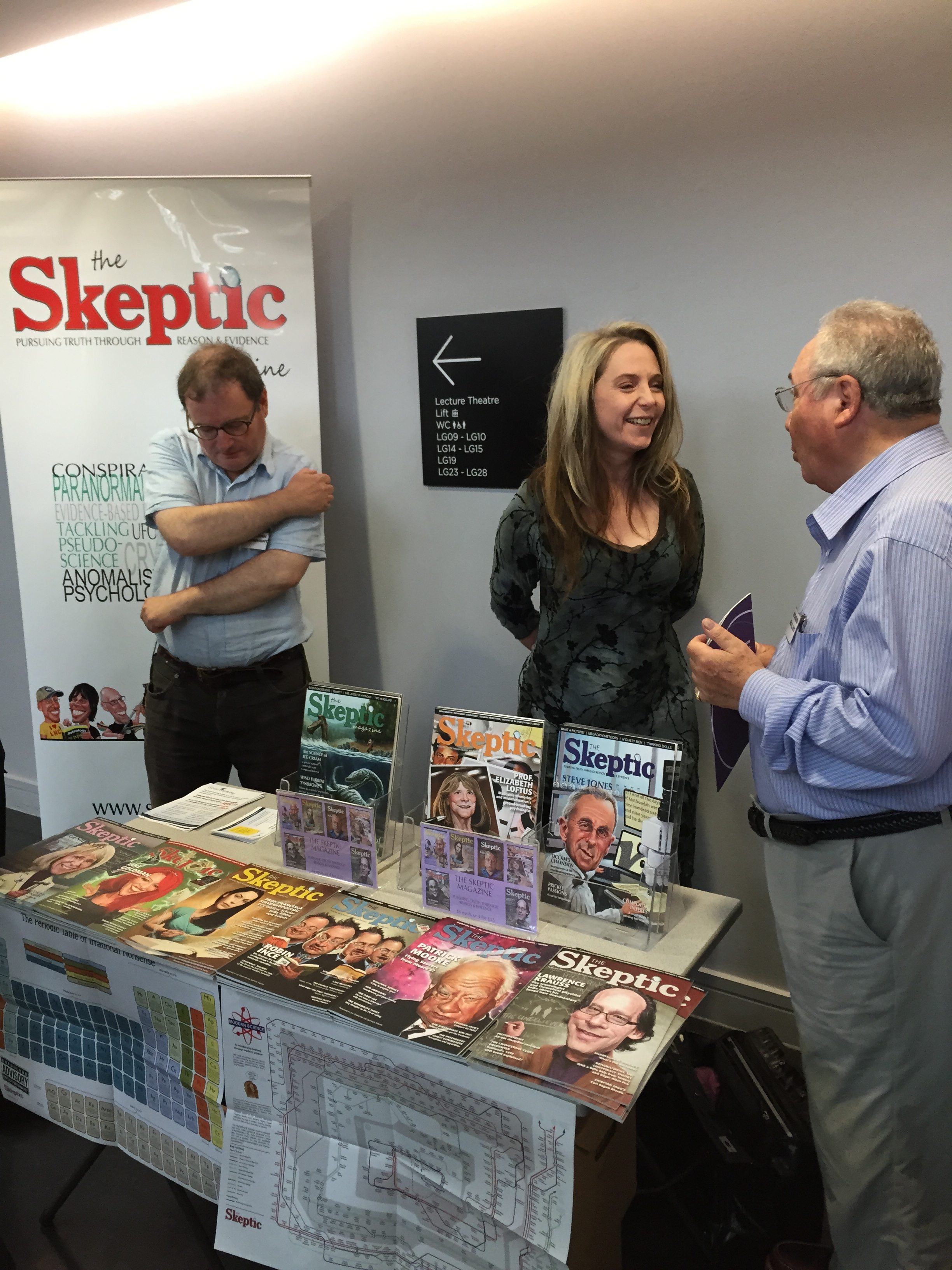
Deborah Hyde, editora do The Skeptic, atrás do estande da revista, conversando com os participantes do 16º Congresso Europeu de Céticos em Londres.
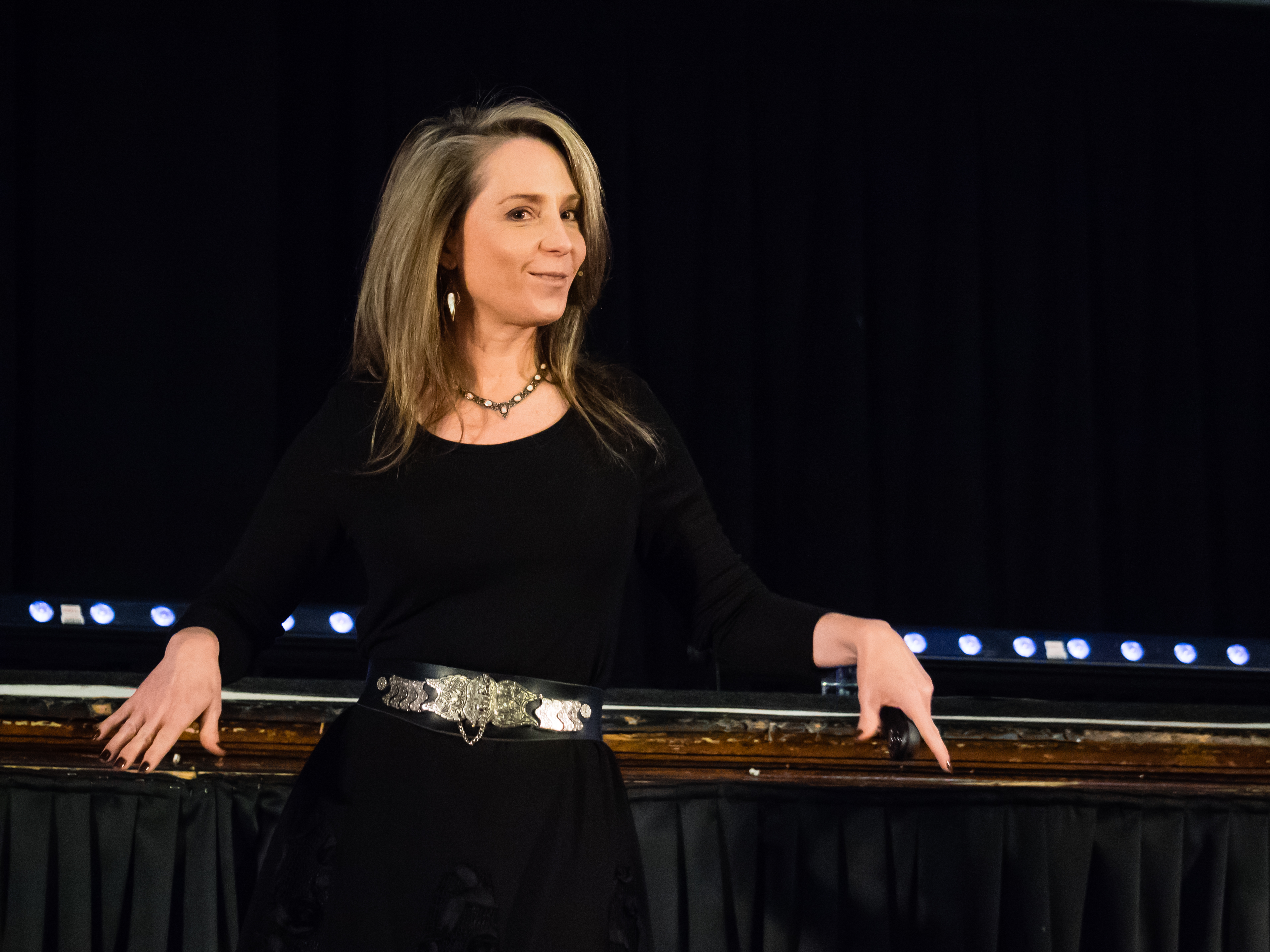
Deborah Hyde falando no QEDcon em 13 de abril de 2014 no The Palace Hotel, Manchester.
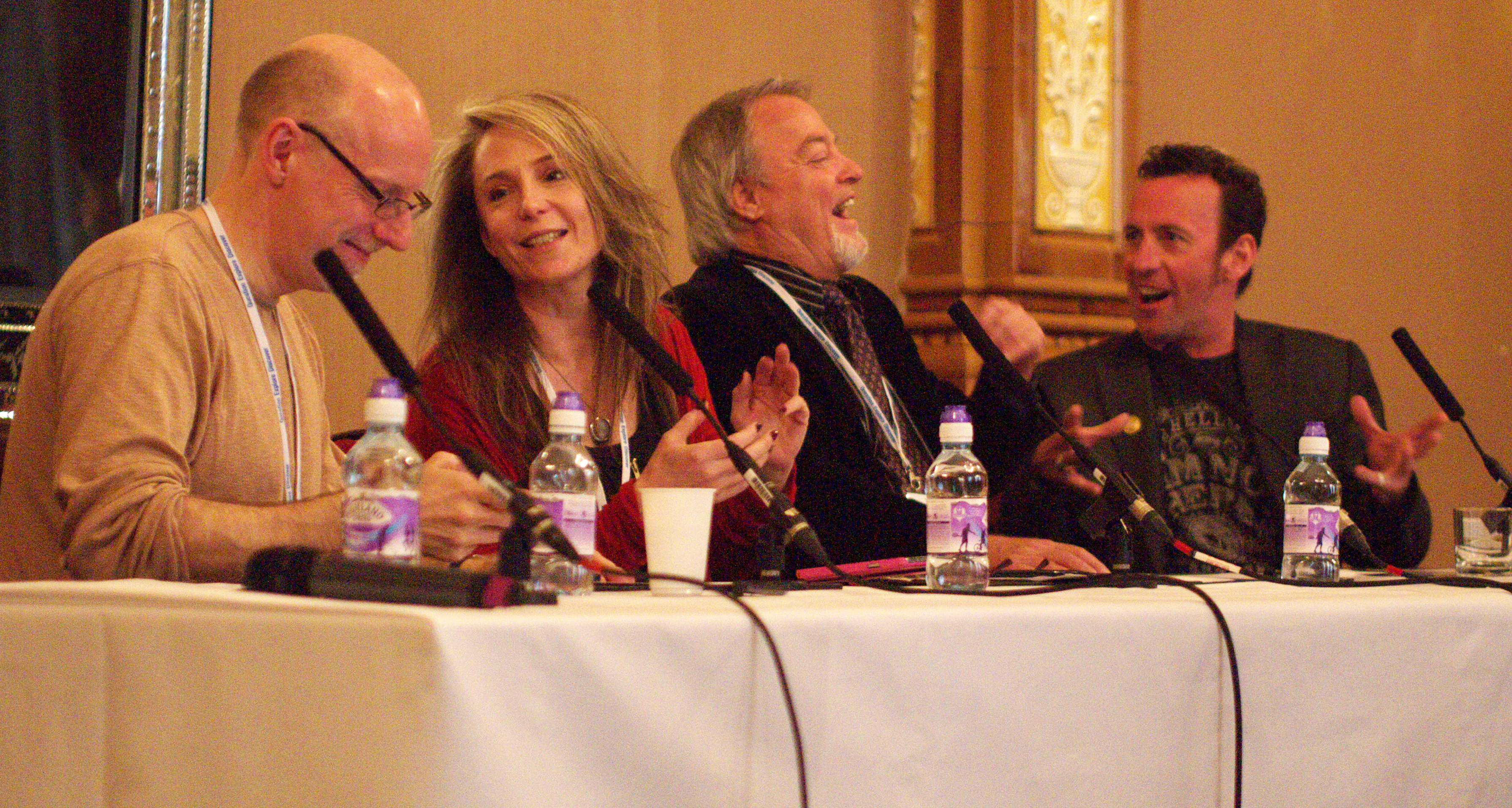
QEDCon 2014 Magic and Skepticism Panel: Richard Wiseman, Deborah Hyde (presidente), Mark Edward e Paul Zenon compartilhando uma piada antes do início do painel.
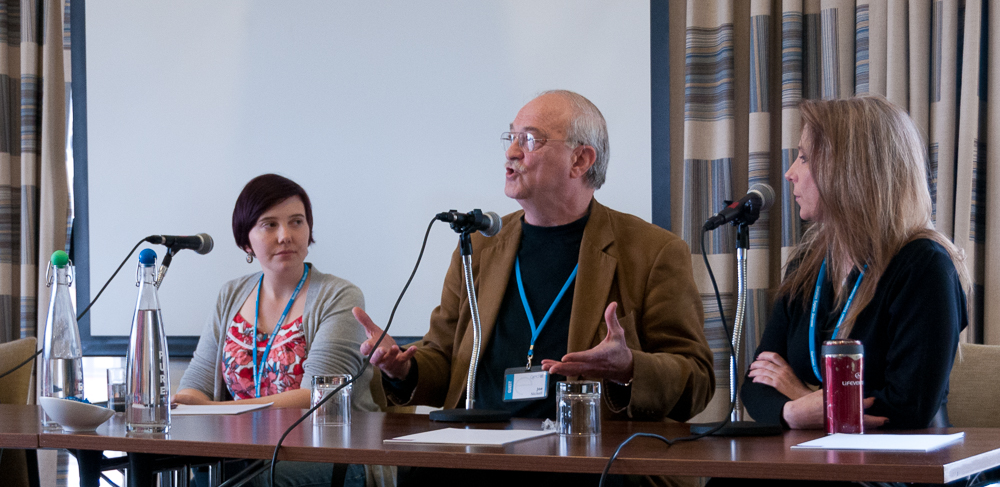
Joe Nickell, Hayley Stevens e Deborah Hyde no Painel de Investigações Paranormais na QED Con 2012.